# Youngia mairei
Youngia mairei là một loài thực vật có hoa trong họ Cúc. Loài này được (H.Lév.) Babc. & Stebbins miêu tả khoa học đầu tiên năm 1937.